# Raukenähnlicher Doppelsame
Der Raukenähnliche Doppelsame (Diplotaxis erucoides) ist eine Pflanzenart aus der Gattung Doppelsamen (Diplotaxis) innerhalb der Familie der Kreuzblütler (Brassicaceae).

## Beschreibung

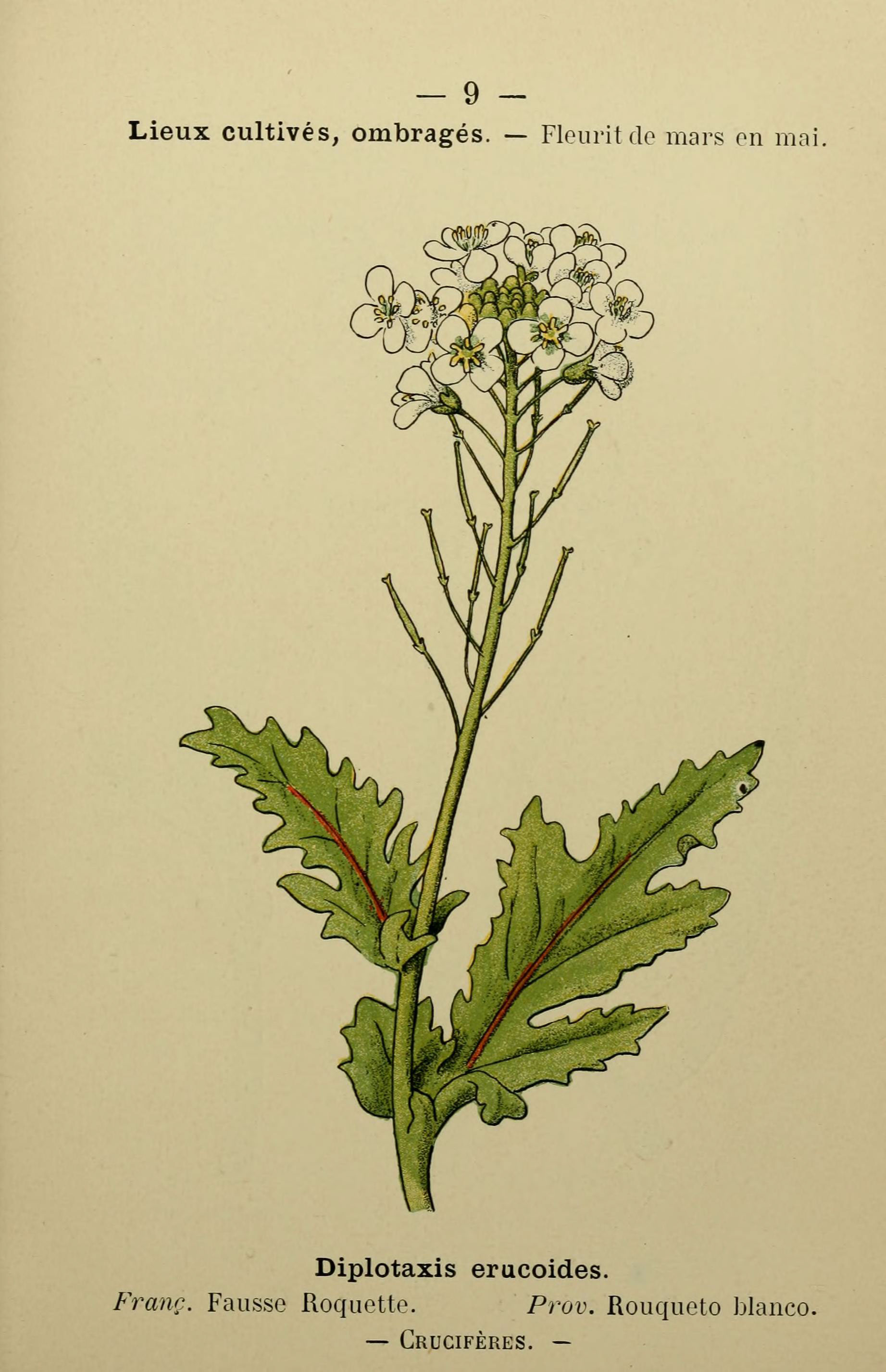
Illustration aus Flore coloriée de poche du littoral méditerranéen de Gênes à Barcelone y compris la Corse, 1902

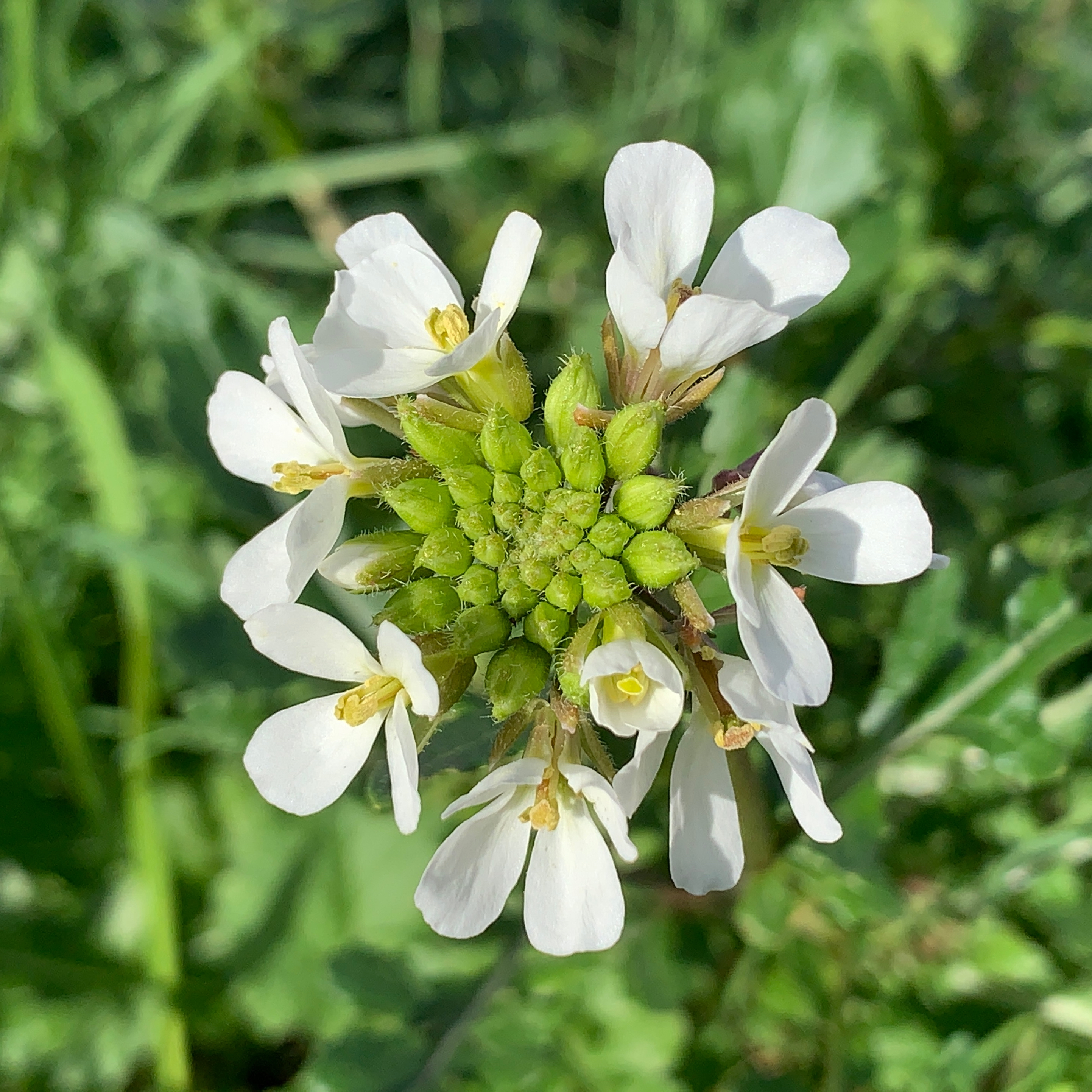
Junger schirmtraubiger Blütenstand und Blüten im Detail

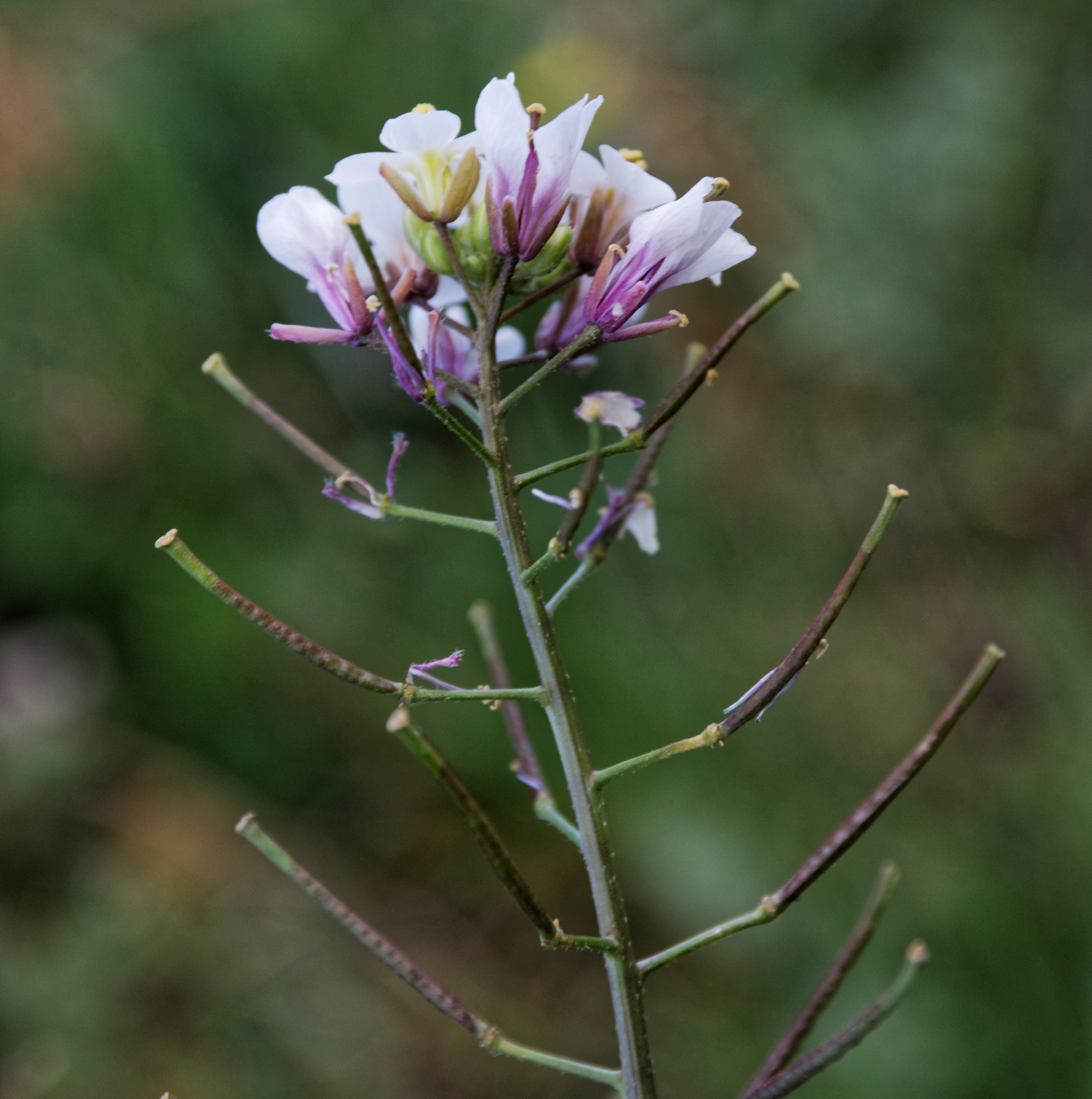
Älterer Blütenstand während des Überganges zum Fruchtstand

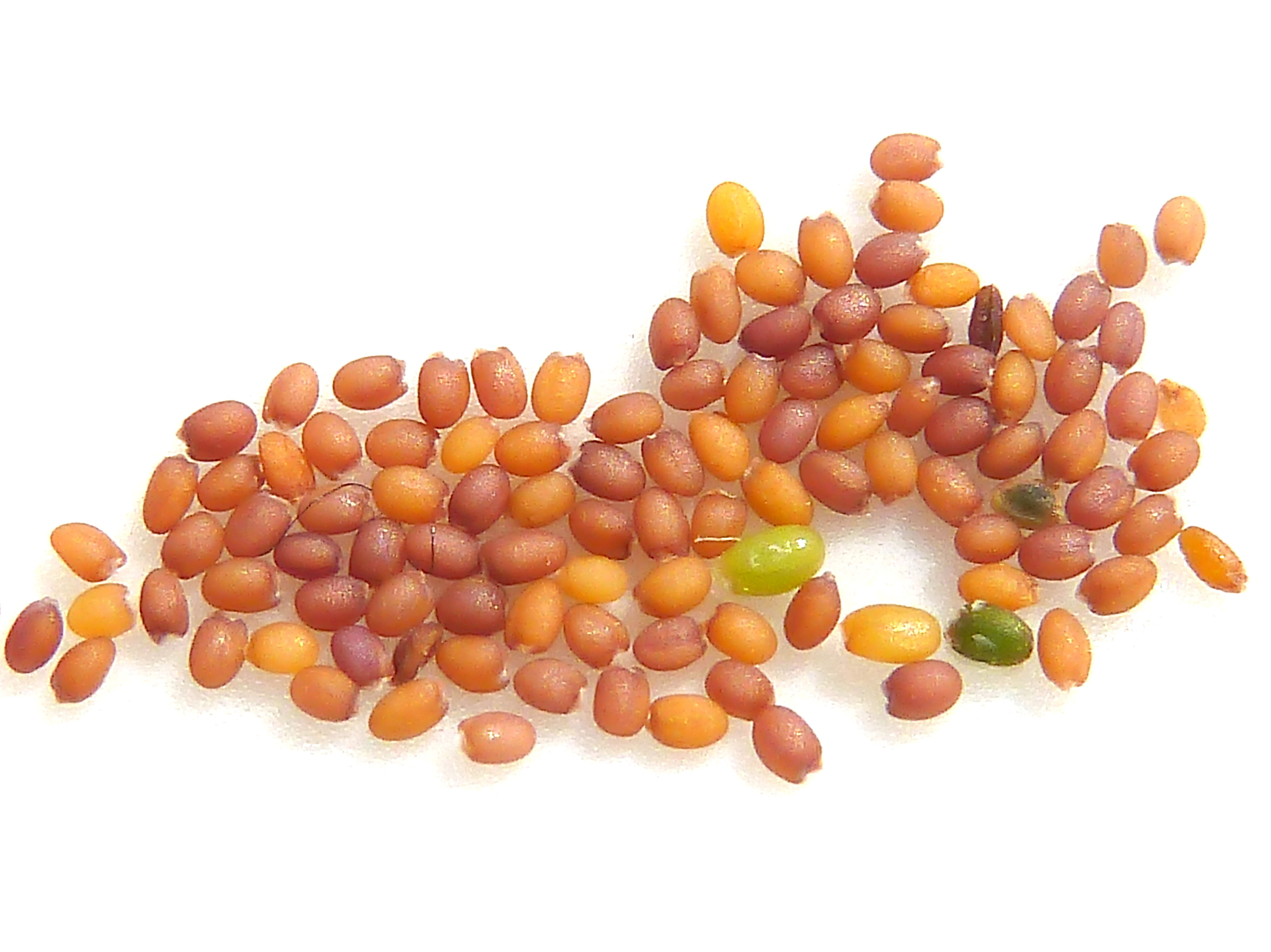
Samen

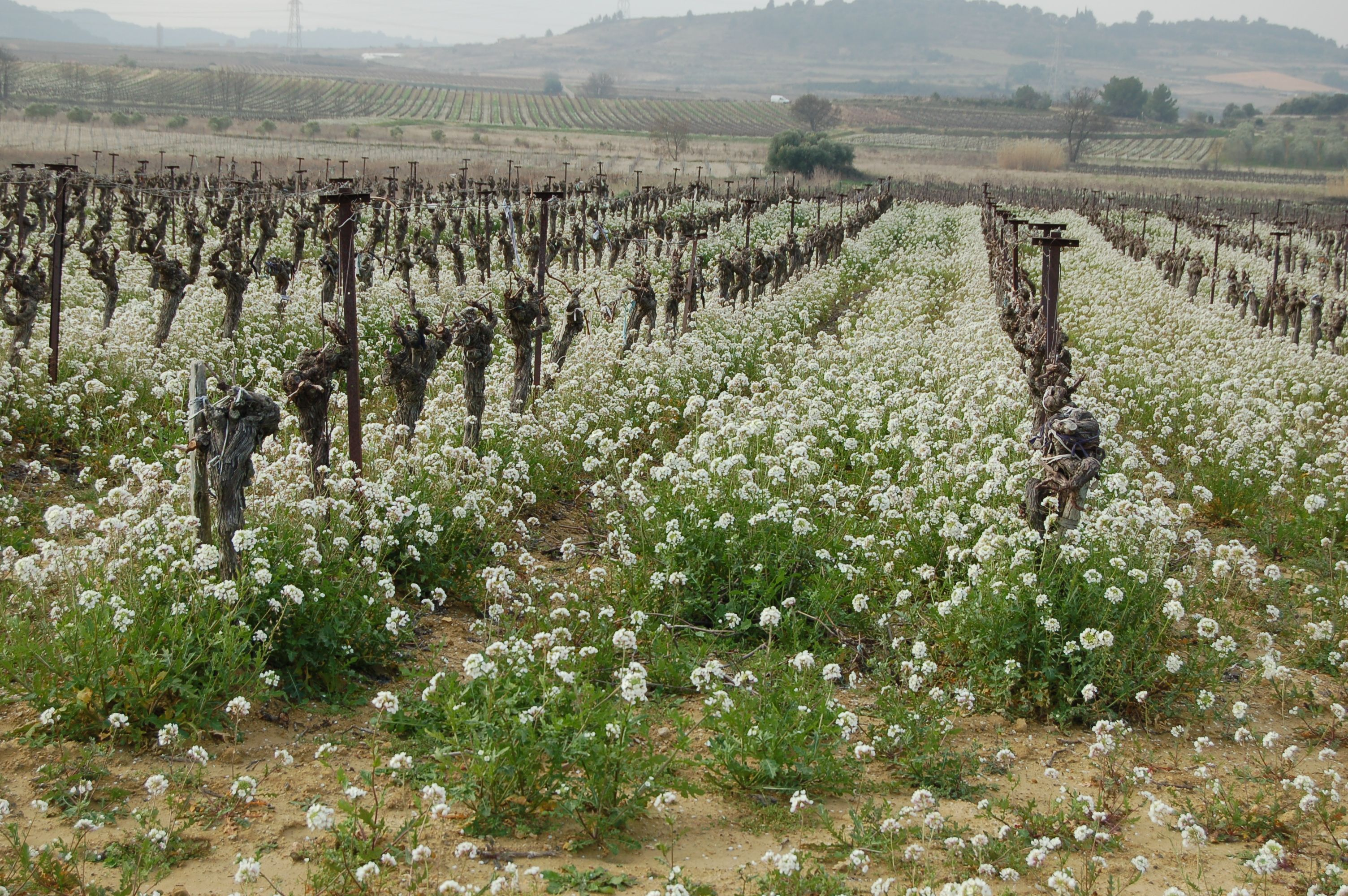
Bestand in Weinberg im Département Hérault in Südfrankreich

### Vegetative Merkmale
Der Raukenähnliche Doppelsame wächst als ein- oder zweijährige krautige Pflanze, die Wuchshöhen von 10 bis 50 Zentimetern erreicht. Der Stängel ist verzweigt. Die oberirdischen Pflanzenteile sind rau behaart.
Die Laubblätter sind in einer grundständigen Blattrosette und am Stängel wechselständig verteilt angeordnet. Die Grundblätter sind fiederlappig bis -teilig und manchmal leierförmig. Die Stängelblätter sind einfacher und mehr oder weniger stängelumfassend.

### Generative Merkmale
Die Blütezeit ist ganzjährig. Die Blütenstandsachse des zuerst schirmtraubigen Blütenstandes verlängert sich bis zur Fruchtreife bis zu einem lockeren, traubigen Fruchtstand.
Die zwittrigen Blüten sind radiärsymmetrisch und vierzählig. Die flaumig behaarten Kelchblätter sind 5 bis 6 Millimeter lang. Die 5 bis 13 Millimeter langen Kronblätter sind weiß mit violetten Nerven und verfärben sich im Abblühen violett.
Der kantige Fruchtstiel ist fast aufrecht. Die Schotenfrucht ist bei einer Länge von 1 bis 5 Zentimetern linealisch und durch die Samen zweireihig höckerig (Trivialname). Die Schote ist 2 bis 6 Millimeter lang geschnäbelt. Die Samen sind bei einer Länge von 0,75 bis 1 Millimetern ellipsoid.
Die Chromosomenzahl beträgt 2n = 14.

## Vorkommen
Der Raukenähnliche Doppelsame kommt ursprünglich hauptsächlich im Mittelmeerraum vor. Es gibt Fundortangaben für Portugal, Spanien (einschließlich Balearen), Frankreich (einschließlich Korsika), Italien (einschließlich Sardinien und Sizilien), Marokko, das nördliche Algerien,  Tunesien, Ägypten, auf der Sinai-Halbinsel, in Saudi-Arabien, Jemen, Israel, Syrien, Jordanien, Libanon, Irak und den westlichen Iran. Beispielsweise in Québec, im Bundesstaat New York, Argentinien, Slowenien und Kroatien ist er ein Neophyt.
Der Raukenähnliche Doppelsame gedeiht auf Kulturland, besonders in Weinbergen und auf Brachland. Er gedeigt in Mitteleuropa in Pflanzengesellschaften des Verbands Sisymbrion, in Südeuropa auch in denen des Diplotaxidion-Verbands.
Die ökologischen Zeigerwerte nach Landolt et al. 2010 sind in der Schweiz: Feuchtezahl F = 2 (mäßig trocken), Lichtzahl L = 4 (hell), Reaktionszahl R = 3 (schwach sauer bis neutral), Temperaturzahl T = 5 (sehr warm-kollin), Nährstoffzahl N = 4 (nährstoffreich), Kontinentalitätszahl K = 2 (subozeaanisch).

## Systematik
Die Erstveröffentlichung unter dem Namen (Basionym) Sinapis erucoides erfolgte 1756  durch Carl von Linné in Centuria II. Plantarum, Seite 24. Das Artepitheton erucoides bedeutet „rauken-ähnlich“. Die Neukombination zu Diplotaxis erucoides (L.) DC. wurde 1821 durch Augustin-Pyrame de Candolle in Regni Vegetabilis Systema Naturale, Band 2, Seite 631, indem er diese Art in die von ihm neu aufgestellte Gattung Diplotaxis einordnete. Weitere Synonyme für Diplotaxis erucoides (L.) DC. sind: Brassica erucoides (L.) Boiss., Diplotaxis hispidula Ten., Diplotaxis leiocarpa Gand., Diplotaxis longisiliqua Gand., Diplotaxis platystylos Willk., Diplotaxis ruscinonensis Gand., Diplotaxis sagoti Gand., Diplotaxis valentina Pau, Diplotaxis versicolor Porta, Diplotaxis virgata var. platystylos Willk., Euzomum erucoides Spach, Malcolmia arabica Velen., Sinapis apula Ten., Sisymbrium erucoides (L.) Desf., Diplotaxis erucoides var. valentina (Pau) O.E.Schulz.
Es gibt je nach Autoren etwa zwei Unterarten:
- Diplotaxis erucoides (L.) DC. subsp. erucoides[8]
- Diplotaxis erucoides subsp. longisiliqua (Coss.) Gómez-Campo: Sie kommt nur in Marokko vor.[8]

## Inhaltsstoffe
In den Samen wurde das Senfölglycosid Sinigrin nachgewiesen.